# Casa de las Campanas (Pontevedra)
La Casa de las Campanas (Casa das Campás en gallego) es una de las tres construcciones más antiguas que se conservan de la ciudad española de Pontevedra, y posiblemente la más antigua de las civiles. Se localiza en la calle Don Filiberto, 11, en el casco histórico.

## Historia
Debido a la falta de documentación, sus orígenes no están claros, pero se supone que pertenece a la Época Bajomedieval por los escudos que se encuentran en la fachada y el estilo de las puertas. Estos escudos la relacionan con el linaje de los García Camba o más probablemente con el de los Puga, señores de Regodeigón en Ribadavia.
La primera referencia existente a las Casa de las Campanas es del año 1587. Sin embargo, ésta relación entre campás y su traducción campanas podría ser errónea, ya que se cree que Campás podría hacer referencia a la evaluación de un vocablo de origen judío Canpas referente al equivalente de un camposanto judío, que se encontraría en el subsuelo y/o en sus cercanías. A finales del siglo XVI la casa estaba cerca de la iglesia de San Bartolomé el Viejo, que por razones que se desconocen no tenía campana. Por esta razón, para llamar a los parroquianos se usaba el carrillón de la casa de los Puga, que por aquel entonces ya había pasado a manos de los monjes benedictinos del monasterio de San Salvador de Lérez. Los monjes también emplearon la Casa de las Campanas como bodega de vino, en la que podían llegar a almacenar unos 12.000 litros. La campana también se utilizaba para llamar a los pagadores de las rentas del monasterio de Lérez.
En el siglo XX, en 1939 la casa fue alquilada para ser utilizada su planta baja como bar, con el nombre de bar Principal. En los años de la posguerra, la casa fue conocida como "Bar Pitillo" porque el bar obsequiaba a los clientes con tabaco. En la década de 1980 la edificación quedó en estado de abandono hasta que fue adquirida por el ayuntamiento en el año 2000 con la finalidad de restaurarla. Después de una cuidadosa reforma abrió sus puertas en 2003.
Desde 2006, la Casa de las Campanas es la sede del vicerectorado de la universidad. La casa también acoge conferencias, exposiciones, cursos, talleres y presentaciones de libros. En 2017, se celebraron en ella alrededor de 380 eventos. Especialmente en verano, la Casa de las Campanas se convierte en un lugar de visita turística.

## Descripción
Se trata de un edificio del gótico tardío cuya autoría puede atribuirse a un maestro que trabajó en la construcción de la basílica de Santa María la Mayor.
En el exterior, la casa conserva la fachada principal del siglo XV con dos arcos conopiales en las puertas. Las dos ventanas del primer piso tienen impostas superiores e inferiores para alojar contraventanas correderas, elemento típico de la arquitectura del siglo XVI, así como las bolas de piedra que decoran la cornisa, motivo por el que también era conocida como Casa de las Bolas. Entre las ventanas del primer piso hay dos escudos tallados en piedra, el más pequeño con las armas de los Puga (espuelas y calderos) y el más grande con una garza, típica de las armas de los García-Camba. La fachada lateral de la calle Don Filiberto destaca por un balcón corrido en el segundo piso sobre seis canecillos pétreos.
En el interior del edificio de 1.400 m² conviven la piedra, la madera casi negra que recuerda a los galeones antiguos y el cristal, en una cuidada reforma que le da un toque moderno. Esta sede universitaria cuenta con un vestíbulo o sala de exposiciones en la planta baja, una sala de despachos, una sala de informática, un salón de actos y despachos para el vicerrector, los directores de área y de Novos Cinemas en las dos plantas superiores.

## Leyenda
Durante los siglos XIX y XX, se rumoreaba que en la casa estaba escondido el tesoro de Benito Soto, el pirata de Pontevedra. Benito Soto fue el último pirata del Atlántico, el hombre en quien se dice que se inspiró el poeta José de Espronceda (1808-1842) para su poema "Canción del pirata": Barco pirata llamado, por su bravura, el Temible.

## Galería

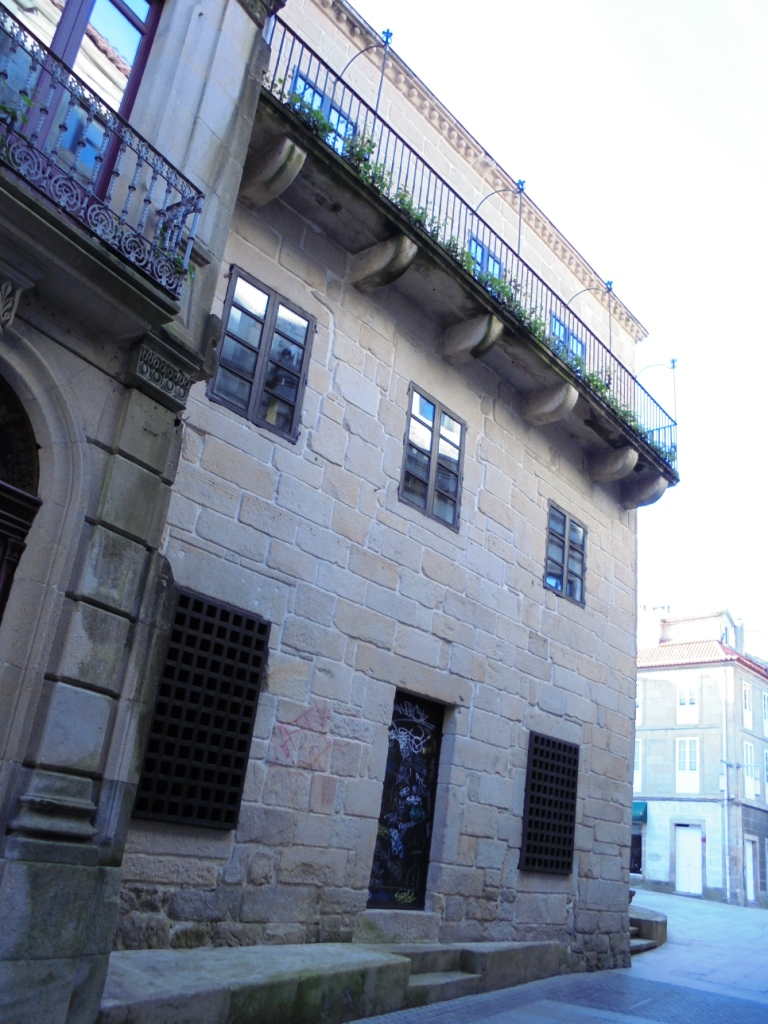
Lateral de la casa con el balcón del segundo piso
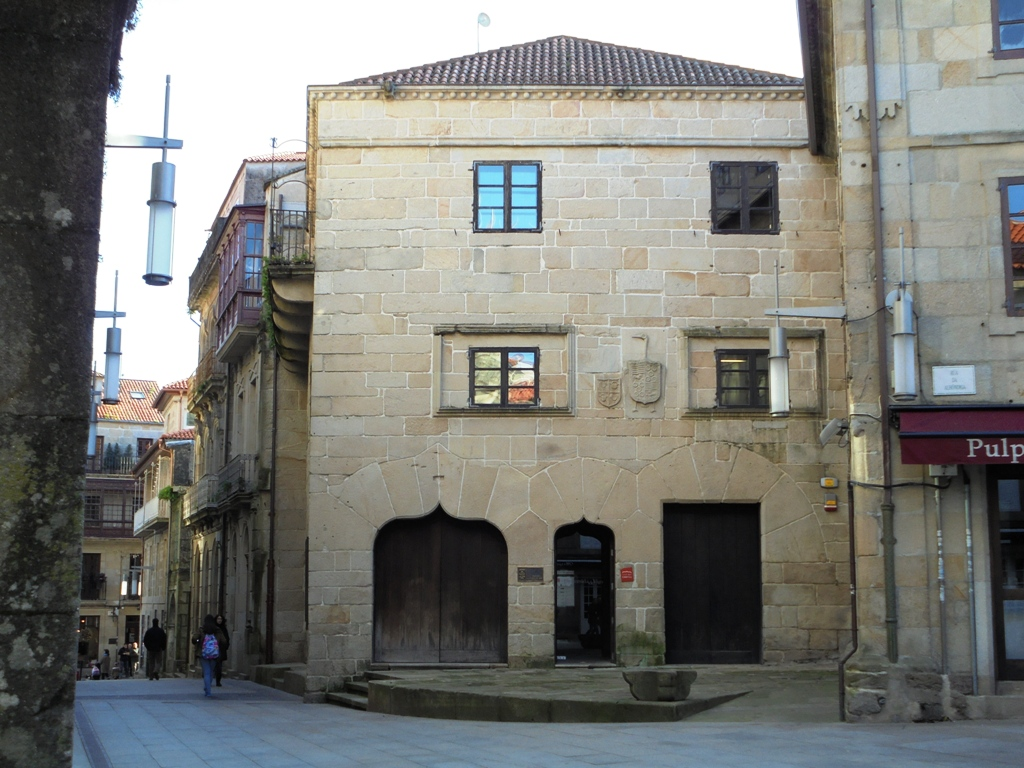
Fachada en la calle Don Filiberto
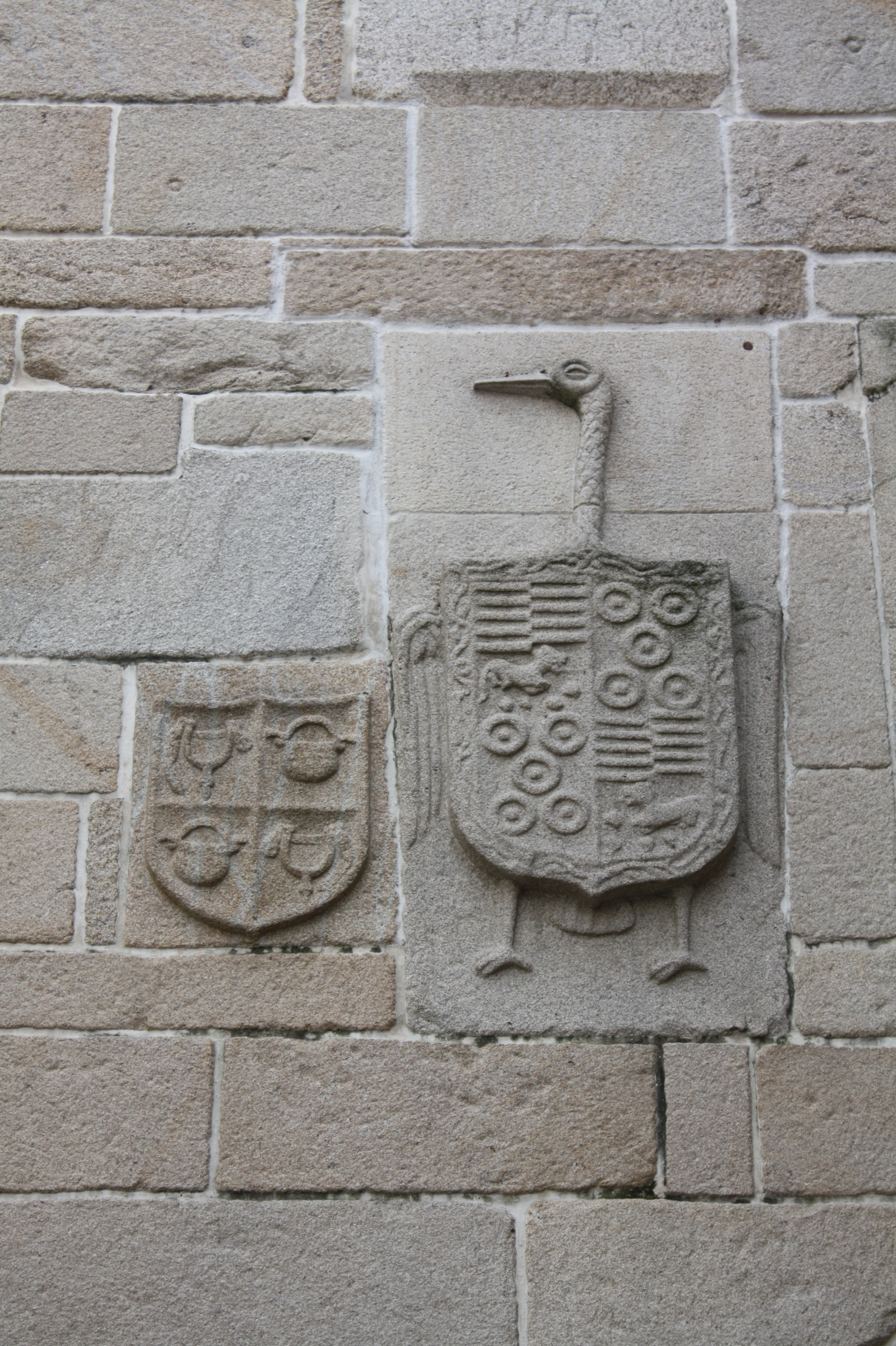
Escudos de armas de los Puga y de los García-Camba en la fachada
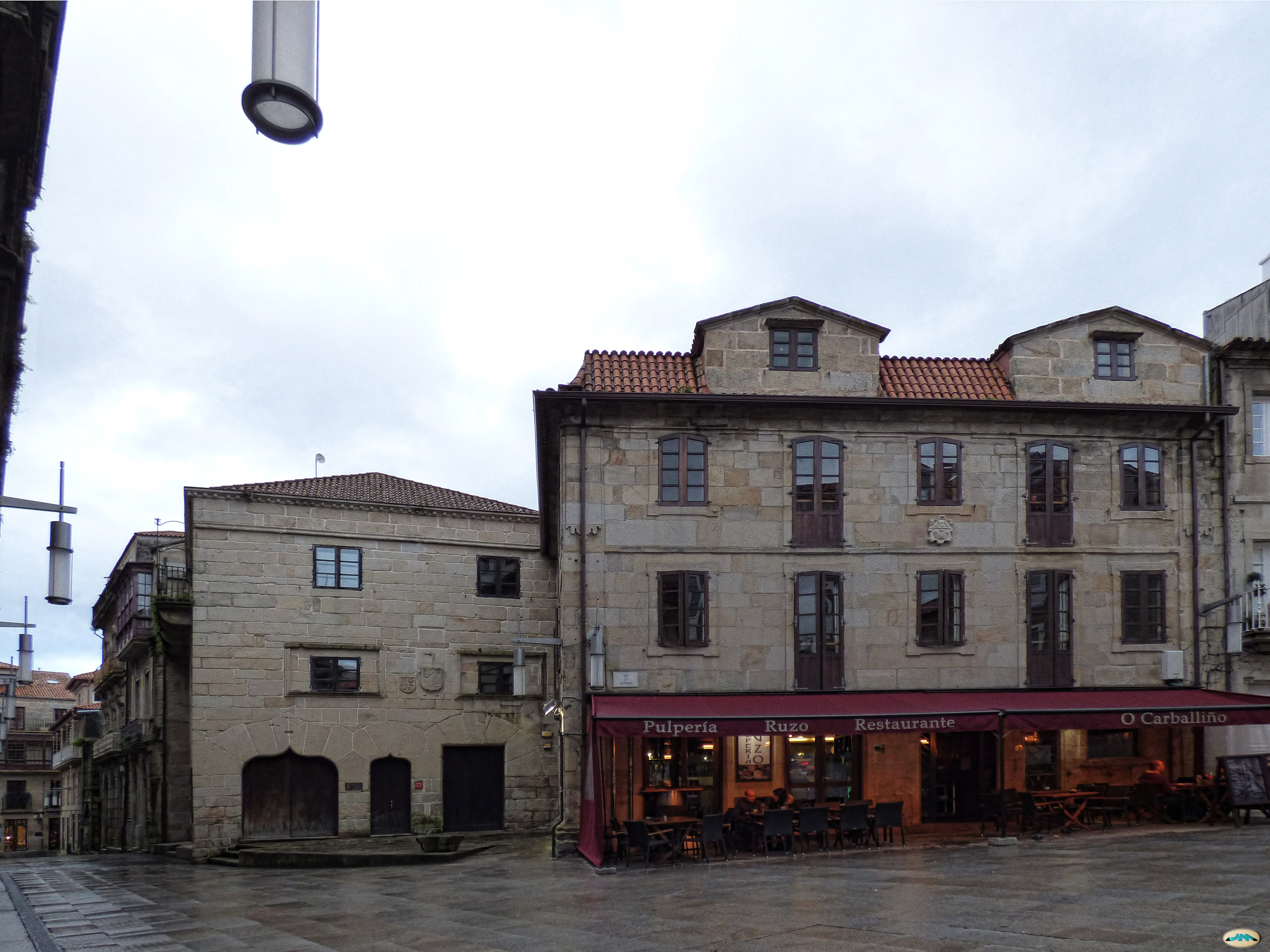
La casa en el centro histórico de Pontevedra
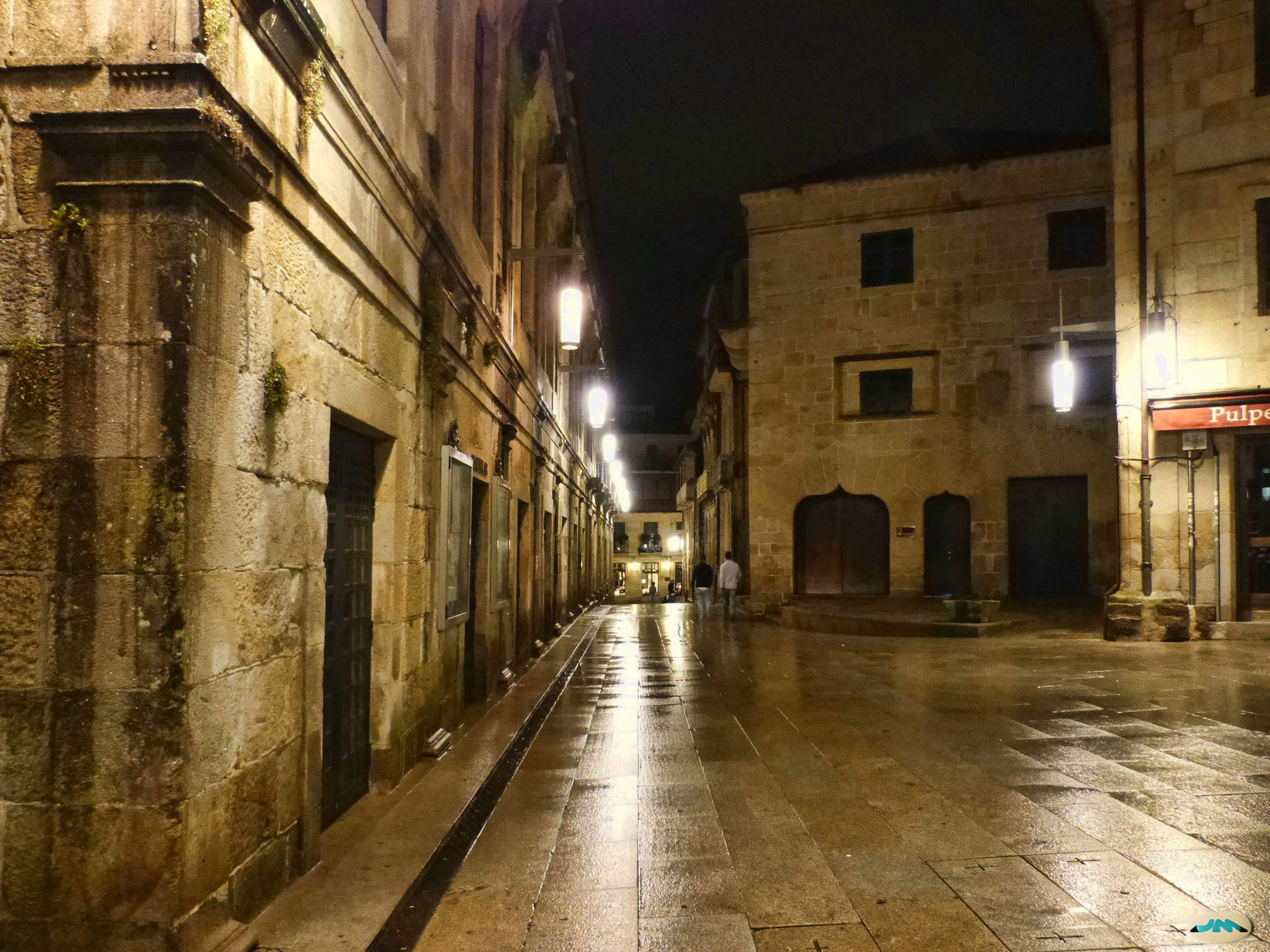
Calle Don Filiberto